# 關有明
關有明（Denny Kantono，1970年1月12日—），華裔印尼前男子羽球運動員，專長男子雙打。
他與搭檔安東尼奧斯·阿里安托一起贏得許多國際男子雙打頭銜，包括法國羽球公開賽（1993年）、香港羽球公開賽（1993年），丹麥羽球公開賽（1994年）、泰國羽球公開賽（1994年）、中華台北羽球公開賽（1995年、1999年）和印尼羽球公開賽（1996年）；以及（現已停辦）羽球世界盃（1996年）和世界羽球大獎賽（1998年）等賽事。他們在1995年享有盛譽的全英羽球錦標賽中獲得亞軍。
兩人在1996年夏季奧林匹克運動會羽毛球比賽男子雙打項目中獲得銅牌。他們在半決賽輸給馬來西亞的謝順吉和葉錦福，比數為15-10、15-4；並在銅牌戰擊敗馬來西亞的蘇明強和陳金和，比數為15-4、 12-15、15-8。

## 外部連結
- 關有明在世界羽球聯盟的登錄資料